# Tomáš Mazaník
Tomáš Mazaník (* 26. července 1947) je bývalý český fotbalový útočník.

## Fotbalová kariéra
V československé lize hrál za Baník Ostrava ve 14 zápasech a dal 1 ligový gól.

## Ligová bilance
| Ročník                                   | Zápasy | Góly | Minuty | Klub          |
| ---------------------------------------- | ------ | ---- | ------ | ------------- |
| 1. československá fotbalová liga 1968/69 | 7      | 1    | 445    | Baník Ostrava |
| 1. československá fotbalová liga 1969/70 | 7      | 0    | 313    | Baník Ostrava |
| CELKEM                                   | 14     | 1    | 758    |               |